# Episodi di In Treatment (quarta stagione)
La quarta stagione della serie televisiva In Treatment è stata trasmessa in prima visione negli Stati Uniti d'America da HBO dal 23 maggio  al 28 giugno 2021, con quattro episodi alla settimana.
In Italia, la stagione è andata in onda sul canale satellitare Sky Atlantic dal 27 luglio al 31 agosto 2021.
| nº | Titolo originale | Titolo italiano            | Prima TV USA   | Prima TV Italia |
| -- | ---------------- | -------------------------- | -------------- | --------------- |
| 1  | Eladio - Week 1  | Eladio - Prima settimana   | 23 maggio 2021 | 27 luglio 2021  |
| 2  | Colin - Week 1   | Colin - Prima settimana    | 23 maggio 2021 | 27 luglio 2021  |
| 3  | Laila - Week 1   | Laila - Prima settimana    | 24 maggio 2021 | 27 luglio 2021  |
| 4  | Brooke - Week 1  | Brooke - Prima settimana   | 24 maggio 2021 | 27 luglio 2021  |
| 5  | Eladio - Week 2  | Eladio - Seconda settimana | 30 maggio 2021 | 3 agosto 2021   |
| 6  | Colin - Week 2   | Colin - Seconda settimana  | 30 maggio 2021 | 3 agosto 2021   |
| 7  | Laila - Week 2   | Laila - Seconda settimana  | 31 maggio 2021 | 3 agosto 2021   |
| 8  | Brooke - Week 2  | Brooke - Seconda settimana | 31 maggio 2021 | 3 agosto 2021   |
| 9  | Eladio - Week 3  | Eladio - Terza settimana   | 6 giugno 2021  | 10 agosto 2021  |
| 10 | Colin - Week 3   | Colin - Terza settimana    | 6 giugno 2021  | 10 agosto 2021  |
| 11 | Laila - Week 3   | Laila - Terza settimana    | 7 giugno 2021  | 10 agosto 2021  |
| 12 | Brooke - Week 3  | Brooke - Terza settimana   | 7 giugno 2021  | 10 agosto 2021  |
| 13 | Eladio - Week 4  | Eladio - Quarta settimana  | 13 giugno 2021 | 17 agosto 2021  |
| 14 | Colin - Week 4   | Colin - Quarta settimana   | 13 giugno 2021 | 17 agosto 2021  |
| 15 | Laila - Week 4   | Laila - Quarta settimana   | 14 giugno 2021 | 17 agosto 2021  |
| 16 | Brooke - Week 4  | Brooke - Quarta settimana  | 14 giugno 2021 | 17 agosto 2021  |
| 17 | Eladio - Week 5  | Eladio - Quinta settimana  | 20 giugno 2021 | 24 agosto 2021  |
| 18 | Colin - Week 5   | Colin - Quinta settimana   | 20 giugno 2021 | 24 agosto 2021  |
| 19 | Laila - Week 5   | Laila - Quinta settimana   | 21 giugno 2021 | 24 agosto 2021  |
| 20 | Brooke - Week 5  | Brooke - Quinta settimana  | 21 giugno 2021 | 24 agosto 2021  |
| 21 | Eladio - Week 6  | Eladio - Sesta settimana   | 27 giugno 2021 | 31 agosto 2021  |
| 22 | Colin - Week 6   | Colin - Sesta settimana    | 27 giugno 2021 | 31 agosto 2021  |
| 23 | Laila - Week 6   | Laila - Sesta settimana    | 28 giugno 2021 | 31 agosto 2021  |
| 24 | Brooke - Week 6  | Brooke - Sesta settimana   | 28 giugno 2021 | 31 agosto 2021  |